# Askar

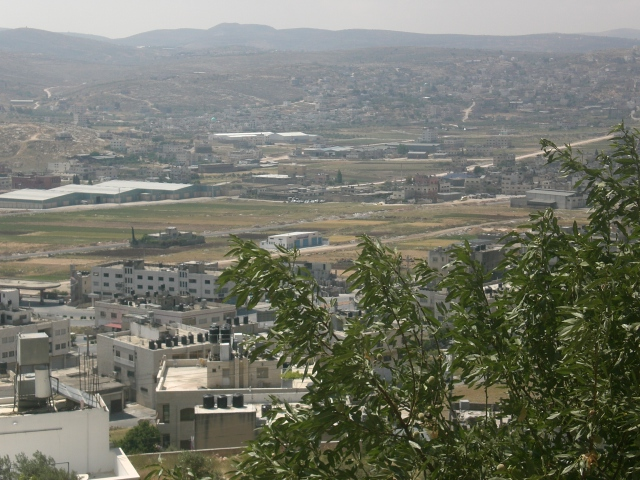
Le camp d'Askar.

Askar (arabe : مخيم عسكر) est un camp de réfugiés palestiniens situé dans la banlieue de Naplouse en Cisjordanie.

## Histoire
Le camp est établi en 1950. Comme sa population croît rapidement, un nouveau camp est créé à proximité, baptisé Nouvel Askar (Askar Al Jadid). À la suite des accords d'Oslo, Askar se trouve sous autorité palestinienne, tandis que New Askar est administré conjointement par l'Autorité palestinienne et Israël. Askar est l'un des camps les plus densément peuplés de Cisjordanie. En 2022, sa population s'élève à 23 760 réfugiés.
Au début de 2023, le camp est, comme celui de Jénine, l'objet d'attaques militaires israéliennes,.

## Organisation
L'UNRWA (Office de secours et de travaux des Nations unies pour les réfugiés de Palestine dans le Proche-Orient) gère six écoles à Askar ainsi que deux centres de soins.

## Coopérations internationales
Le centre socio-culturel du camp est soutenu depuis 2006 par la ville française d'Échirolles (Isère). Le camp est jumelé depuis 2018 avec la ville d'Allonnes (Sarthe).